# Huang Chih-hsiung
Huang Chih-hsiung (黃志雄T, 黄志雄S, Húang ZhìxióngP; 16 ottobre 1976) è un ex taekwondoka taiwanese.

## Palmarès

### Olimpiadi
- 2 medaglie:
  - 1 argento (Atene 2004 nei 68 kg)
  - 1 bronzo (Sydney 2000 nei 58 kg)

### Mondiali
- 3 medaglie:
  - 2 ori (Hong Kong 1997 nei pesi gallo; Garmisch 2003 nei pesi gallo)
  - 1 bronzo (Manila 1995 nei pesi gallo)

### Giochi asiatici
- 1 medaglia:
  - 1 oro (Busan 2002 nei pesi gallo)